# The Battle Hymn of the Republic
"The Battle Hymn of the Republic" (Tiếng Việt: Bài Thánh chiến Ca Cộng hoà) là một bài hát của phong trào bãi nô ở Hoa Kỳ thế kỷ 19. Lời bài hát do nữ nhạc sĩ Julia Ward Howe viết tháng 11 năm 1861 và được công bố lần đầu tiên trên tạp chí The Atlantic Monthly ngày 1 tháng 2 năm 1862. Bài hát này trở thành phổ biến trong Nội chiến Hoa Kỳ.

## Lịch sử bài hát
Giai điệu được William Steffe viết vào khoảng năm 1855. Đầu tiên bài hát có tên "Canaan's Happy Shore" hay "Brothers, Will You Meet Me?". Sau đó nhạc bài hát lan truyền khắp Hoa Kỳ với nhiều lời ca khác nhau.
Thomas từ Vermont gia nhập đội lính bộ binh Massachusetts trước khi nổ ra chiến tranh. Ông đã biên soạn lời bài hát khoảng năm 1860 với tiêu đề "John Brown's Body" (Thân thể John Brown) và trở thành một trong bộ hành quân ca của ông. Theo nhà văn Irwin Silber (tác giả cuốn sách về các bài dân ca về nội chiến), nguyên bản lời bài hát chỉ nói về John Brown, người nổi tiếng trong phong trào bãi nô.
John Brown vốn là nhà hoạt động đòi chấm dứt chế độ nô lệ. Năm 1859, John Brown định phát động một cuộc nổi dậy của nô lệ. Ông dẫn đầu một cuộc tấn công ở Harper’s Ferry, nơi có một nhà máy sản xuất súng cho quân đội và một kho quân trang quân dụng. Cuộc tấn công đã thất bại. John Brown bị bỏ tù vì tội phản bội và bị kết án treo cổ. Tại các bang miền Bắc Hoa Kỳ, John Brown trở thành một vị anh hùng. Người ta kể chuyện về ông qua một bài hát và những người lính rất yêu thích bài hát này, nó đã trở thành khúc quân hành của những người lính miền Bắc.
Tiểu đoàn của linh mục được gửi tới Washington, D.C. từ đầu cuộc nội chiến. Bài hát về nhà hoạt động bãi nô John Brown, kể về chuyện thân thể của ông đã tan vào lòng đất dưới mộ ra sao, nhưng tinh thần của ông vẫn sáng ngời.
Tình cờ, một thủ lĩnh trong các phong trào bãi nô ở Hoa Kỳ, đồng thời là nữ văn sĩ Julia Ward Howe nghe được bài hát này trong lần khi xem đoàn quân diễu hành ngoài phố tại Washington, D.C.. Julia Ward Howe rất thích hát bài hát này. Bà thấy nhạc của bài hát rất hay nhưng lời hát về John Brown thì không ổn. Cùng một câu hát "John Brown’s body lies a mouldering in his grave" (Xác John Brown mủn dần đi dưới huyệt) vừa có thể mang ý nghĩa ngợi ca, vừa có thể bị coi là một lời chế giễu. Và bà quyết định viết lại lời bài hát.
Lời bài hát mới được bà viết như một bài thơ trong đêm 18/11/1861 khi bà đang nằm trong phòng khách sạn Willard. Theo lời kể của bà: "Tôi đi ngủ sớm như thường lệ, nhưng choàng tỉnh khi mặt trời còn chưa ló rạng. Thật ngạc nhiên, vì những câu chữ tôi luôn đau đáu muốn viết bỗng chốc hiện ra rõ ràng trong đầu. Tôi nằm bất động cho đến khi những suy nghĩ về khổ thơ cuối kết thúc, tôi vội vã trở dậy, tự nhủ rằng những vần thơ sẽ biến mất nếu tôi không kịp ghi lại. Tôi tìm thấy một mảnh giấy cũ cùng một mẩu bút chì và bắt đầu viết nguệch ngoạc mà không cần nhìn xem mình viết gì, vì tôi đã quen với việc ghi lại những ý tưởng đến một cách bất ngờ trong căn phòng tối khi con tôi đang ngủ. Hoàn thành xong, tôi tiếp tục giấc ngủ dở dang với một cảm giác rất rõ ràng rằng tôi vừa làm được một việc hết sức quan trọng".
Julia Ward Howe đã mượn những hình ảnh ẩn dụ trong kinh Cựu Ước và kinh Tân Ước để cổ vũ tinh thần chiến đấu của các chiến sĩ vì lý tưởng họ theo đuổi. Bà muốn gửi gắm thông điệp cuộc chiến tranh không chỉ là để trả thù cho một người tử vì nghĩa, mà rộng hơn thế là hướng tới việc kết thúc chế độ nô lệ đã tồn tại hàng trăm năm tại Hoa Kỳ.
Tạp chí The Atlantic Monthly đã mua lại bài thơ của bà và cho xuất bản lần đầu năm 1862. Những lời thơ mang ý nghĩa tôn giáo, giống như một bài thánh ca ca ngợi Chúa. Ban đầu khi phát hành, bài ca không được phổ cập. Nó được phát lần đầu vào năm 1863. Đây chính là phiên bản lời ca thứ sáu của giai điệu này.
Cả bài "John Brown" và "Battle Hymn of the Republic" đều được công bố sau đó trong tập những bài dân ca năm 1874 và tái bản năm 1889. Cả hai bài đều có cùng điệp khúc và thêm chữ "Glory" (vinh quang) ở dòng thứ hai: "Glory! Glory! Glory! Hallelujah!"

## Lời ca nguyên văn

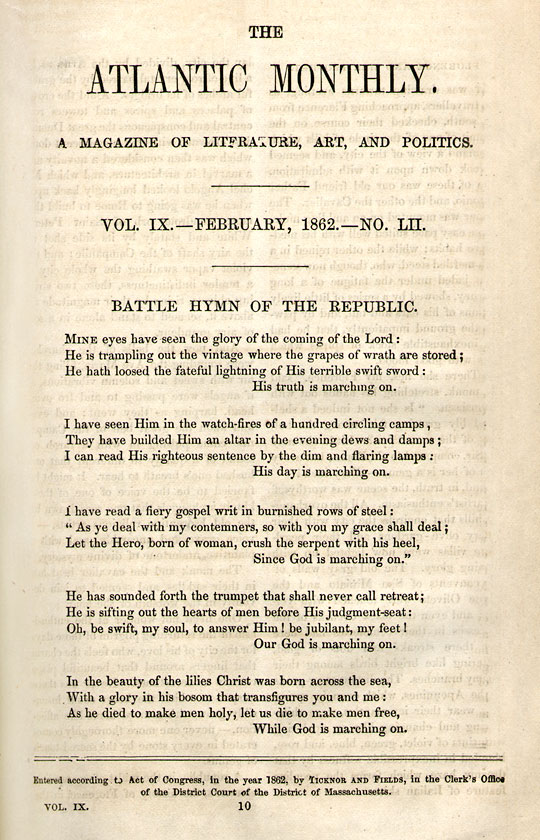
Nguyên bản khi phát hành năm 1862 trên tạp chí The Atlantic Monthly

Mine eyes have seen the glory of the coming of the Lord:
He is trampling out the vintage where the grapes of wrath are stored;
He hath loosed the fateful lightning of His terrible swift sword:
His truth is marching on.
(Chorus)
Glory, glory, hallelujah!
Glory, glory, hallelujah!
Glory, glory, hallelujah!
His truth is marching on.
I have seen Him in the watch-fires of a hundred circling camps,
They have builded Him an altar in the evening dews and damps;
I can read His righteous sentence by the dim and flaring lamps:
His day is marching on.
(Chorus)
Glory, glory, hallelujah!
Glory, glory, hallelujah!
Glory, glory, hallelujah!
His day is marching on.
I have read a fiery gospel writ in burnished rows of steel:
"As ye deal with my contemners, so with you my grace shall deal;
Let the Hero, born of woman, crush the serpent with his heel,
Since God is marching on."
(Chorus)
Glory, glory, hallelujah!
Glory, glory, hallelujah!
Glory, glory, hallelujah!
Since God is marching on.
He has sounded forth the trumpet that shall never call retreat;
He is sifting out the hearts of men before His judgment-seat:
Oh, be swift, my soul, to answer Him! be jubilant, my feet!
Our God is marching on.
(Chorus)
Glory, glory, hallelujah!
Glory, glory, hallelujah!
Glory, glory, hallelujah!
Our God is marching on.
In the beauty of the lilies Christ was born across the sea,
With a glory in His bosom that transfigures you and me:
As He died to make men holy, let us die to make men free,
While God is marching on.
(Chorus)
Glory, glory, hallelujah!
Glory, glory, hallelujah!
Glory, glory, hallelujah!
While God is marching on.
He is coming like the glory of the morning on the wave,
He is Wisdom to the mighty, He is Succour to the brave,
So the world shall be His footstool, and the soul of Time His slave,
Our God is marching on.
(Chorus)
Glory, glory, hallelujah!
Glory, glory, hallelujah!
Glory, glory, hallelujah!
Our God is marching on.

## Giai điệu tại Việt Nam
Khi Chiến tranh biên giới Việt-Trung, 1979 nổ ra. Đêm Ngày 17.2.1979 (ngày Trung quốc đồng loạt tấn công vào 6 tỉnh biên giới phía Bắc Việt nam) tại liên hoan ca khúc Chính trị quốc tế lần thứ 9 tổ chức tại Berlin CHDC Đức một nhạc sĩ trong nhóm ca khúc Chính trị đến từ Hoa Kỳ đã sáng tác lời cho bài hát dùng giai điệu này. Bài hát được Anh Chung Á khi đó là trưởng ban Tuyên huấn Trung ương Đoàn thanh niên, trưởng nhóm ca khúc Chính trị "Mùa Xuân" (gồm các ca sĩ Lê Dung, Mạnh Hà, Ngọc Thắng, Vân Mai) dịch ra lời Việt (chưa có sự đồng ý của tác giả hay chính quyền Hoa Kỳ) và sau đó nhạc sĩ Nguyễn Thành đã hiệu chỉnh lại cho khớp với nhạc điệu và được hát với nhịp điệu nhanh hơn nhạc nguyên bản, với lời tiếng Việt như sau:
Bao nhiêu con tim sững sờ chợt nghe quân cướp đất nước Việt Nam
Xích xe tăng quân Trung Quốc phá tan biết bao xóm quê bình yên.
Hôm nay năm châu tiếp tục bài ca đoàn kết chiến đấu năm xưa
Cùng Việt Nam đấu tranh giành tự do
Hãy kết đoàn cùng Việt Nam đấu tranh!
Là bài ca trái tim tháng năm này.
Hãy kết đoàn cùng Việt Nam đấu tranh!
Cùng Việt nam đấu tranh giành tự do!
Tên Goliath coi chừng Việt Nam David chiến đấu hôm nay
Chiến tranh hôm nay David có thêm bao nhiêu anh em kề vai
Theo chân bao quân xâm lược bọn bay phải chết dưới đất thiêng này
Hãy chấm dứt chiến tranh ở Việt Nam!
Hãy kết đoàn cùng Việt Nam đấu tranh!
Là bài ca trái tim tháng năm này
Hãy kết đoàn cùng Việt Nam đấu tranh!
Cùng Việt Nam đấu tranh giành tự do!

## Ảnh hưởng
Vào những năm sau nội chiến, "The Battle Hymn of the Republic" được sử dụng như một bài hát ái quốc của người Mỹ.
Bài hát này là một trong những bài thánh ca yêu thích của Winston Churchill và được chơi trong lễ quốc tang của ông ở St Paul's Cathedral năm 1965. Đây cũng là bài hát yêu thích của Walt Disney và được phát tại tang lễ của ông vào ngày 16 tháng 12 năm 1966.
Bài hát được chơi tại St. Paul's Cathedral vào ngày 14 tháng 9 năm 2001, để tưởng những nạn nhân của vụ khủng bố 11 tháng 9.

### Bóng đá
Điệp khúc "Glory, glory, hallelujah!" được nhiều đội bóng tại Anh Quốc sử dụng. Sớm nhất là Hibernian khi Hector Nicol phát hành bàu hát "Glory, glory to the Hibees" vào thập niên 1950. Tottenham Hotspur sử dụng giai điệu từ tháng 9 năm 1961 tại Cúp C1 châu Âu 1961-62. Đối thủ đầu tiên của họ tại giải là Górnik Zabrze của Ba Lan. Khi đó truyền thông Ba Lan miêu tả Spurs là "no angels" (chẳng phải thiên thần) do lối chơi rắn của người Anh. Trong trận lượt về ở White Hart Lane, một số cổ động viên mặc đồ thiên sứ với những biểu ngữ như "Glory be to shining White Hart Lane", và các cổ dộng viên cùng nhau hòa ca "Glory, glory, hallelujah" khi Spurs giành chiến thắng 8–1, khởi đầu truyền thống này tại Tottenham. Bài hát trở thành bài hát B-side trong đĩa đơn "Ozzie's Dream" trước chung kết Cúp FA 1981. "Glory Glory Leeds United" là bài hát phổ biến của cổ động viên Leeds United tại Cúp FA 1969-70. Tuy nhiên giai điệu trở nên thực sự nổi tiếng với phiên bản "Glory Glory Man United" của các fan hâm mộ Manchester United trong Chung kết Cúp FA 1983, và được sử dụng làm bài hát chính thức tại Old Trafford ngày nay.